# Volscs
Els volscs (en llatí volsci, en grec antic Οὐόλσκοι) eren un poble del centre d'Itàlia que van tenir un paper important a l'antiga història de Roma.
El seu territori va quedar després inclòs al Latium, però els volscs eren un poble diferenciat dels llatins amb els quals, a més, van estar sovint enfrontats, mentre que apareixen gairebé sempre aliats dels eques, amb els que sens dubte tenien llaços de parentiu, però sempre se'ls menciona com a pobles separats. Eren part suposadament del grup ètnic oscoúmbric, igual que els oscs, umbres, sabèl·lics, sabins i eques, i se'ls suposa separats en un període molt antic del grup dels umbres. No se sap gairebé res d'aquest poble fora que eren governats per dos meddices. El seu idioma, el volsc, formava part de les llengües oscoumbres.

## Història
Apareixen a la història romana com una nació poderosa i guerrera que dominava les muntanyes al sud del Tolerus (Sacco), la vall del Liris, els districtes d'Arpinum, Sora i Atina, i els Apenins volscs fins a les maresmes pontines. Durant el regnat de Tarquini el Superb, els romans, llavors aliats amb els llatins, es van enfrontar als volscs. Tarquini va marxar contra la seva capital, Suèssia Pomètia i la va ocupar per assalt, segons Titus Livi, Diodor de Sicília i Ciceró. La tradició diu que amb l'espoli de les ciutats i territoris dels volscs Tarquini va construir el Capitoli de Roma, cosa que indica la seva riquesa. Tarquini, per afermar el seu poder, va fundar dues colònies: Circeis i Segni. Després de Tarquini la ciutat de Roma va perdre l'hegemonia sobre els llatins, i així els volscs van recuperar la seva independència i la seva força.
Aliats als eques es van enfrontar repetidament als romans en una sèrie de lluites de confusa cronologia. El 493 aC els eques van signar un tractat amb Espuri Cassi Viscel·lí que va ser fonamental per la relació entre els dos països. Durant aquests anys les lluites entre els volscs i Roma van continuar i es va destacar la guerra que s'explica de forma llegendària entre els volscs, dirigits per Coriolà i Roma. Sigui quina sigui la part verídica de la història, els volscs van dominar moltes de les ciutats llatines i es van aliar altre cop als eques. La llegenda descriu la guerra amb Coriolà com una sola campanya però segurament devia transcórrer durant uns quants anys, i cadascun dels pobles, els volscs i els eques pressionaven Roma de forma conjunta i separada. Les guerres amb Roma van durar dos-cents anys i les cròniques de les lluites que donen Titus Livi i Dionís d'Halicarnàs són llegendàries i poc ajustades a fets històrics però es distingeixen quatre períodes: 
- Des de circa el 490 aC fins al 459 aC, en uns anys anteriors al decemvirat, les conquestes atribuïdes a Coriolà, i la supremacia bèl·lica dels volscs.
- Del 459 aC al 431 aC quan el dictador Aule Postumi Tubert va derrotar els volscs i els eques a la batalla del Mont Algidus i va capgirar la situació, refermada per la victòria de Quint Capitolí Barbat a la batalla de Corbione.
- Des del 431 aC al 390 aC marca una època on els volscs amb la ciutat d'Ecetra al capdavant, però amb la ciutat d'Antium (poblada pels volscs) com aliada de Roma, van lluitar sobretot al nord-est del territori volsc; els romans van ocupar Labicum (418 aC), Bola (414 aC) i Ferentínum (ciutat dels hèrnics però ocupada pels volscs, on van entrar els romans el 413 aC); les fortaleses de Verrugo i Carventum van ser ocupades i reconquerides diverses vegades, i va seguir la conquesta romana d'Anxur i Tarracina (399 aC) que ja sempre van seguir romanes, cosa que va suposar una derrota greu pels volscs. La captura de Roma pels gals el 390 aC després de la batalla de l'Àl·lia va posar fi al període i va suposar l'inici del següent.
- Del 390 aC fins circa el 327 aC, mancats els volscs de l'ajut efectiu dels eques que segurament havien perdut bona part de les seves forces contra els gals, i debilitats també per l'enfrontament amb els gals, estaven en inferioritat quan la ciutat d'Antium, abans aliada de Roma, va capgirar la seva política i des del 386 aC al 374 aC es va lliurar una guerra entre Roma i els volscs sota la direcció hegemònica d'Àntium. La guerra, abans lliurada prop de la frontera amb els eques, es va desplaçar cap al sud de les muntanyes albanes. Les ciutats de Velitres i Satricum van ser preses i reconquerides una vegada i una altra pels dos bàndols. La ciutat de Privernum va entrar a la guerra contra Roma (no s'esmentà abans) el 358 aC, però va mancar la unitat entre les ciutats dels volscs fins al 340 aC en què les ciutats llatines i campànies es van rebel·lar contra Roma en l'anomenada Guerra llatina i els volscs s'hi van aliar i van assolar la costa del Latium fins a Òstia, però van compartir la desfeta llatina a Pèdum i després a Astura. Els romans van entrar a Àntium on es va establir una colònia romana però els ciutadans locals també van ser admesos a la nova colònia, al mateix temps que les ciutats suposadament volsques de Fondi i Formiae. Poc després els romans van ocupar Tarracina on van establir una altra colònia romana. Només Privernum va seguir hostil a Roma i va renovar la guerra el 327 aC però en va sortir derrotada i severament castigada i la ciutat ocupada pel cònsol Gai Plauci Pròcul però tot seguit els privernats van ser admesos com a civites sine sufragio i al cap de pocs anys amb plens drets de franquícia o ciutadania, i inclosos a la tribu Ufentina, encara que la major part dels volscs es van incloure a la tribu Pomptina o Pontina.

El que va passar amb les ciutats dels volscs a les valls del Trerus i del Liris és desconegut però se suposa que mentre els seus compatriotes lluitaven contra Roma ells ho feien contra els samnites i se sap que els samnites van ocupar les ciutats volsques de Arpinum i Fregellae. Probablement algunes ciutats es van aliar a Roma contra els samnites. Abans del final de la segona guerra samnita (304 aC) tots els volscs havien estat sotmesos a Roma i havien estat admesos a la ciutadania romana. El poble com a tal va desaparèixer i el territori es va incloure al Latium.